# Kuraszków (województwo łódzkie)
Kuraszków – wieś w Polsce położona w województwie łódzkim, w powiecie opoczyńskim, w gminie Białaczów.
| SIMC    | Nazwa       | Rodzaj    |
| ------- | ----------- | --------- |
| 0536404 | Brzeziny    | część wsi |
| 0536410 | Dzielna     | część wsi |
| 0536427 | Górki       | część wsi |
| 0536433 | Pod Górkami | część wsi |
| 0536440 | Podlas      | część wsi |
| 0536456 | Stare Pole  | część wsi |

W latach 1975–1998 miejscowość administracyjnie należała do województwa piotrkowskiego.
Wierni kościoła rzymskokatolickiego należą do parafii św. Doroty w Petrykozach.